# 拉斯德真峰
拉斯德真峰（羅馬化：Ras De̠je̠n），又名拉斯达申峰（羅馬化：Ras Dashn），是埃塞俄比亚的最高峰，位于瑟門山脈，海拔4,550米。

## 海拔
1960至1970年代开始，地图上使用的数据是海拔4,533 米。2005年，埃塞俄比亚测绘局公布这一数据，法国和意大利使用差分全球定位系统的调查支持这一数据。被广泛引用的海拔4,620米与SRTM等提供的数据不符。

## 攀登
首个登山山顶的欧洲人是1841年的法国人。虽然不能证实最早登顶的是当地居民，但是那里的气候较为适宜，牧民定居点离顶峰不远。一个小的堡垒位于海拔4,300米，距离山顶不到一个小时路程，这是当地居民在19世纪的定居点。